# Láperdők és lápcserjések
A lápok jellegzetes atlanti-boreális élőhelyek. Hazánkban a hűvösebb, csapadékosabb dombvidékeken és az Alföld peremvidékein (Belső-Somogy, Dráva-sík, Felső-Tisza vidéke, Hanság, Szigetköz) fordulnak elő. Egykori kiterjedésük 40 000 hektár körül lehetett, mára alig 2000 hektárnyi maradt. 
A láperdők és lápcserjések (Alnetea glutinosae Br.-Bl. & Tx. ex Westhoff & al. 1946) növénytársulástani osztályába a tenyészidő nagy részében vízzel borított, azonális cserje- és erdőtársulásokat sorolunk. Talajukban több a tápanyag, mint a ligeterdők öntéstalajai, alattuk gyakran sás-, ritkábban mohatőzeggel, az altalajban olykor vízzáró réteggel. A talajvíz évszakos fluktuációja miatt gyakori a glejesedés (a szürkeagyag kiválása) és a vaskiválás. A területet tavasszal–nyár elején elöntő vízben a felszíni lebegőhínárok növénytársulásai dominálnak. Miután a nyár közepén visszahúzódik a víz, a talaj felső rétege átszellőzik. Ahogy az ammónia elkezd nitráttá oxidálódni, a talajban nitrogéntúlkínálat jelenik meg, és ezt a leggyorsabban a nedves termőhelyek gyomtársulásainak (Bidentetalia tripartiti) növényei használják ki. A természetközeli állományok gyepszintjében a síklápok, nádasok és magassásosok növényei társulnak a láperdők növényeivel.
Külön élőhelytípusként tárgyaljuk az ingólápokat, amelyeknek nincs valódi talajuk, hanem a lápi cserjék és fák a nád, a gyékény vagy a harmatkása vízen lebegő rizómarendszerén és gyökérszövedékén felhalmozott hínárhordalékon  és más elhalt növényi törmeléken telepszenek meg. Az ilyen aljzaton kialakuló lebegő lápcserjések és cserjeerdők gyepszintje többnyire gyér, mohaszintjében pedig igen gyakran tőzegmohák nőnek.
Az osztálynak Magyarországon előforduló növénytársulásainak rendszertani besorolása nem egyértelmű: egyes szerzők (pl. Mucina et al., 1993) az osztályt két társulástani rendre bontják:
- lápi cserjések (Salicetalia auritae) Doing, 1962;
- láperdők (Alnetalia glutinosae) Tx., 1937.

Az alábbiakban Borhidi (2007) és Kevey (2008) nyomán egyetlen társulástani rendet ismerünk el: láperdők és lápcserjések (Alnetalia glutinosae) Tx., 1937, és ebben Kevey (2008) értelmében négy társuláscsoportot különböztetünk meg:
- éger- és kőrislápok (Alnion glutinosae) Malcuit, 1929 és
- fűz- és nyírlápok (Salicion cinereae) T. Müller & Görs ex Passarge 1961.
- Scirpo silvatici – Alnion glutinosae Kevey, 2008
- kiszáradó lápi cserjések és láperdők (Molinio – Alnion glutinosae) Kevey, 2008

## Éger- és kőrislápok
Az éger- és kőrislápok magasra növő fákból álló szálerdők. Fáikat többnyire támasztógyökerek szélesen szétágazó rendszere tartja, és ebből a gyökértömegből rendszerint több törzs, olykor több egymást követő generáció törzse sarjad. Ezekben az erdőkben a cserjeszint többnyire gyér, a gyepszint viszont gyakran sűrű, de többnyire két élőhelyre csoportosul, amelyeket más-más fajok népesítenek be. Az egyik élőhely a fák vízből kiemelkedő töve, „lába”, amin elsősorban korhadék- és kéreglakó fajok telepednek meg. A tenyészidőben ennek az élőhelynek az ökológiai állapota jóval állandóbb, mint a fák közötti téré, ahol a vízborítás időtartamától különféle növényegyüttesek (pl. hínárok, sások, efemer ártéri gyomok) is válthatják egymást — ennek állandó elemei csak a gyepszint egy részét borító sásfélék.
Négy társulást sorolunk ide:
- égeres láperdő (Carici elongatae-Alnetum) Koch 1926,
- égeres mocsárerdő (Angelico sylvestris-Alnetum glutinosae) Borhidi in Borhidi & Kevey, 1996,
- éger-kőris láperdő (Fraxino pannonicae-Alnetum) Soó & Járai-Komlódi in Járai-Komlódi, 1958,
- tőzegmohás égerláp (Sphagno squarrosi-Alnetum) Sol.-Gorn. ex Pried., 1997.

## Fűz- és nyírlápok
A lápcserjések fő jellegzetessége, hogy a növényzet fő tömegét cserje termetű fajok adják. Ezek többnyire polikormon szerkezettel, azaz gyökérsarjakkal, vegetatívan terjeszkednek. Az összefüggő bozót gyepszintje gyér, igen gyakran szegélyszerű. 
Öt társulást sorolunk ide:
- babérfüzes nyírláp (Salici pentandrae-Betuletum pubescentis) (Zólyomi 1931) Soó, 1955,
- füles fűzláp (Salicetum auritae) Jonas, 1935,
- rekettyés fűzláp (Calamagrosti-Salicetum cinereae) Soó et Zólyomi in Soó, 1955,
- tőzegmohás fűzláp (Salici cinereae-Sphagnetum recurvi) (Zólyomi 1934) Soó, 1955,
- tőzegmohás nyírláp (Betulo pubescenti-Sphagnetum recurvi) Zólyomi, 1931.